# Esperance (Washington)
Esperance és una concentració de població designada pel cens dels Estats Units a l'Estat de Washington. Segons el cens del 2000 tenia 3.503 habitants.

## Demografia
Segons el cens del 2000, Esperance tenia 3.503 habitants, 1.315 habitatges, i 956 famílies. La densitat de població era de 1.878,5 habitants per km².
Dels 1.315 habitatges en un 33,3% hi vivien nens de menys de 18 anys, en un 60,3% hi vivien parelles casades, en un 9,5% dones solteres, i en un 27,3% no eren unitats familiars. En el 21,4% dels habitatges hi vivien persones soles el 6,8% de les quals corresponia a persones de 65 anys o més que vivien soles. El nombre mitjà de persones vivint en cada habitatge era de 2,63 i el nombre mitjà de persones que vivien en cada família era de 3,04.
Per edats la població es repartia de la següent manera: un 25,2% tenia menys de 18 anys, un 5,8% entre 18 i 24, un 29,2% entre 25 i 44, un 27,7% de 45 a 60 i un 12,1% 65 anys o més.
L'edat mediana era de 39 anys. Per cada 100 dones de 18 o més anys hi havia 90,9 homes.
La renda mediana per habitatge era de 58.622 $ i la renda mediana per família de 63.250 $. Els homes tenien una renda mediana de 44.261 $ mentre que les dones 32.357 $. La renda per capita de la població era de 23.967 $. Aproximadament el 5,3% de les famílies i el 6,9% de la població estaven per davall del llindar de pobresa.

## Poblacions properes
El següent diagrama mostra les poblacions més properes.